# 石の降る丘
『石の降る丘』（いしのふるおか）は、高橋洋平監督による2011年公開の日本映画。
マーベラスエンターテイメント（MMV）オリジナルムービー企画の第1弾作品として制作された。

## ストーリー
日本のどこかにある安吾村。
かつてこの村は、雨が降らず深刻な干ばつの被害に苦しんでいたが、ふと村に立ち寄った高名な雨乞い師によって救われた。しかし、ある事件をきっかけに、雨乞い師は村人に殺されてしまう。
その日から村には雨が降り続き、村の全てを流しさってしまった。雨乞い師の祟りだと考えた村人は、雨乞い師が大切にしていた異形の像をご神体として祠を建てて祀った。
その後雨は止んだが、以来雨が降ると必ず石が降ってくるようになり、それを恐れた多くの人々は村から離れ過疎化し、いつしか安吾村は限界集落と呼ばれるようになった。
そして現在、とある理由で無職となった津村外史（古川雄大）が安吾村に帰って来ると、村ではある異変が起こり始めていた。
いち早くその異変に気づいた、外史の幼馴染みの酪農家・石川修治（佐々木喜英）と、その妹・初代（中島愛里）が異形の像を祀った祠に駆けつけると、
何者かによって荒らされ、ご神体が消えていた。
同じく異変を察知し、祠に駆けつけた村の生き字引的存在の老婆（山梨ハナ）は、唯一の解決法を外史等に進言する。それは童貞の男を捧げ、男色であった雨乞い師の怒りを鎮めるというものだった。

## キャスト
- 古川雄大（津村外史）
- 佐々木喜英（石川修治）
- 中島愛里（石川初代）
- 加藤諒（田沢作之助）
- 山上賢治（津村善四郎）
- 山梨ハナ（小山シメ子）
- 田鍋謙一郎（謎の男＝田沢捷平）
- 田久保宗稔（ある組織の人物＝小館中也）

## スタッフ
- 脚本・監督：高橋洋平
- 撮影監督：野澤啓
- 照明：河原真一
- 美術：三枝晃子
- 衣装：飯塚章子
- ヘアメイク：浅野有紀
- 音楽：大山徹也
- 音楽・音響効果：福田康文
- 編集：為澤渉
- 整音：スズキマサヒロ
- スチール：荒川潤
- 宣伝美術：増田浩
- 助監督：島田憲司
- 制作担当：原田耕治
- ラインプロデューサー：原飛香
- 製作：中山晴喜・石野仁子
- エグゼクティブプロデューサー：松本慶明・小川文平・久保田直樹
- 企画・原案・プロデューサー：辻洋
- 協力：アニメイト
- 製作・配給：マーベラスエンターテイメント・ヴィスタ